# ريان جونسون (لاعب كرة قدم)
ريان جونسون (بالإنجليزية: Ryan Johnson) (2 أكتوبر 1996 ببرمنغهام في المملكة المتحدة - ) هو لاعب كرة قدم بريطاني في مركز الدفاع. شارك مع منتخب أيرلندا الشمالية تحت 21 سنة لكرة القدم. أما مع النوادي، فقد لعب مع ستيفيناغ بوروه.

## وصلات خارجية
- ريان جونسون على موقع قاعدة بيانات كرة القدم.إي يو (الإنجليزية)
- ريان جونسون على موقع Soccerbase.com (لاعب) (الإنجليزية)
- ريان جونسون على موقع Soccerway.com (الإنجليزية)
- ريان جونسون على موقع عالم كرة القدم.نت (الإنجليزية)